# Месинговка (Нижньогородська область)
Месинговка (рос. Мессинговка) — село в Лукояновському районі Нижньогородської області Російської Федерації.
Населення становить 0 осіб. Входить до складу муніципального утворення Шандровська сільрада.

## Історія
Від 2009 року входить до складу муніципального утворення Шандровська сільрада.

## Населення
| 2002 | 2010 |
| ---- | ---- |
| 35   | ↘0   |